# Rolf Kullberg
Rolf Evert Kullberg, född 3 oktober 1930 i Pojo, död 3 september 2007 i Esbo, var en finländsk bankman. 
Kullberg blev politices magister 1955, var reklamchef vid Oy Fiskars Ab 1956–1960, tjänstgjorde vid Föreningsbanken i Finland 1961–1974, blev medlem av Finlands Banks direktion 1974 och dess ordförande 1983. Han förordade en strikt penning- och valutapolitik men tvingades avgå 1992 sedan han råkat i konflikt med statsminister Esko Aho kring frågan om markens devalvering. Han skildrade bland annat  händelserna som ledde fram till detta avgörande i boken ...ja niin päättyi kulutusjuhla (1996).

## Utmärkelser
- Kommendörstecknet av Finlands Lejons orden,  6 december 1976[2]
- Kommendörstecknet av I klass av Finlands Vita Ros’ orden,  6 december 1984[3]
- Storkorset av Finlands Lejons orden,  6 december 1991[4]

[Redigera Wikidata]